# بين جاكسون (لاعب كرة قدم)
بين جاكسون (بالإنجليزية: Ben Jackson)‏ هو لاعب كرة قدم بريطاني، ولد في 22 فبراير 2001 في ستوكبورت في المملكة المتحدة.